# Lander Loockx
Lander Loockx (* 25. April 1997 in Bertem) ist ein belgischer Radrennfahrer, der im Straßenradsport und Cyclocross aktiv ist.

## Sportlicher Werdegang
Seine Karriere im Radsport begann Loockx im Cyclocross. 2015 gewann er bei den belgischen Meisterschaften die Bronzemedaille bei den Junioren. In der U23 wurde er 2019 belgischer Vizemeister, bei den Weltmeisterschaften 2019 kam er in der U23 auf den 11. Platz. Im Weltcup kam er in der U23 in der Saison 2018/19 fünfmal unter die Top 10, die besten Platzierungen waren jeweils der siebte Platz in Bern und Tábor.
2018 erzielte Loockx beim Grand Prix in Lambach seinen ersten Sieg im Cyclocross in der Elite. In den folgenden Jahren war er wiederholt bei kleineren Rennen außerhalb Belgiens und der Niederlande erfolgreich. Bestes Weltcup-Ergebnis in der Elite ist bisher ein 13. Platz beim Cyclocross Besançon in der Saison 2021/22.
In der Sommersaison nahm Loockx mit seinem Cyclocross-Team wiederholt an Straßenradrennen teil. Nachdem er 2021 und 2022 bereits jeweils Zweiter geworden war, gewann er 2023 den Prolog zur Oberösterreich-Rundfahrt und beendete die Rundfahrt auf dem achten Gesamtrang. Zudem erreichte er 2023 mehrere Top-10-Platzierungen bei Rennen des nationalen Kalenders. Noch im Oktober 2023 erhielt er daraufhin einen Vertrag beim Team TDT-Unibet, das ab 2024 als UCI ProTeam lizenziert wurde, und mit dem sich Loockx stärker auf den Straßenradsport fokussieren möchte. Seine wertvollsten Ergebnisse in der ersten vollen Saison auf der Straße waren der sechste Gesamtrang bei der Türkei-Rundfahrt und der achte Gesamtrang bei der Tour of Norway 2024. Den ersten Sieg für sein neues Team erzielte er 2025 mit dem Gewinn des Eintagesrennens Paris–Camembert. Als Etappenzweiter und -dritter bei der Türkei-Rundfahrt im selben Jahr verpasste er nur knapp einen weiteren Sieg.

## Berufliches
2022 schloss Loockx sein Studium in Ernährungswissenschaften und Diätetik ab. Nach eigener Aussage konnte er die Erkenntnisse aus dem Studium für seine eigene Ernährungsstrategie im Sport nutzen und in den Wettkämpfen davon profitieren.

## Erfolge
2022
- Punktewertung Kreiz Breizh Elites

2023
- eine Etappe Oberösterreich-Rundfahrt

2025
- Bergwertung Tour de Taiwan
- Paris–Camembert